# Feke
Feke là một huyện thuộc tỉnh Adana, Thổ Nhĩ Kỳ. Huyện có diện tích 1227 km² và dân số thời điểm năm 2007 là 19489 người, mật độ 16 người/km².